# سیارک ۴۰۴۵
سیارک ۴۰۴۵ (به انگلیسی: 4045 Lowengrub، نامگذاری:1953RG) چهار هزار و چهل و پنجمین سیارک کشف شده‌است که در ۹ سپتامبر ۱۹۵۳ کشف شد.
قدر مطلق سیارک برابر ۱۱٫۳۰ است.